# Retrato de Girolamo Fracastoro
El Retrato de Girolamo Fracastoro es un óleo sobre lienzo de 84 x 73,5 cm pintado por Tiziano hacia 1528 y conservado en la National Gallery de Londres.

## Historia y descripción
La obra ingresó en el museo con el legado Mond en 1924.
Girolamo Fracastoro (1478-1553) fue un médico, astrónomo, matemático y erudito veronés, pionero de la patología que adquirió notable fama por haber identificado por primera vez la enfermedad de la sífilis. La atribución a Tiziano se remonta a 2012, y fue confirmada después por una restauración que sacó a la luz la notable calidad en las partes mejor conservadas: el rostro y sobre todo la soberbia pelliza de lince.
Sobre el fondo de una pared donde se abren una puerta en arco y un óculo, el protagonista aparece de tres cuartos hacia la derecha a media figura, mientras se apoya con informalidad en un parapeto. Luce un sombrero oscuro ladeado y barba larga, según la moda de esos años, así como melena corta bien peinada enmarcando el rostro. La mirada se desvía dirigiéndose hacia la izquierda y generando un movimiento de rotación que, desde el busto dirigido a la derecha, se ejerce hacia el lado opuesto siguiendo la dirección del rostro y, finalmente, de la mirada. Los guantes parecen ser de terciopelo o raso. La vestimenta, en conjunto, denota el alto estatus social del retratado.